# Dianga (Tibga)
Pour les articles homonymes, voir Dianga.
Dianga est une commune rurale située dans le département de Tibga de la province du Gourma dans la région de l'Est au Burkina Faso.

## Géographie
Dianga est situé à 15 km au Nord de Tibga, le chef-lieu du département.

## Santé et éducation
Dianga accueille un centre de santé et de promotion sociale (CSPS).